# Adria Airways
Adria Airways (anteriormente: Inex-Adria Aviopromet) fue la compañía aérea nacional de Eslovenia, tenía su sede en la capital Liubliana. La aerolínea volaba en Europa y a Oriente Medio.
La compañía fue establecida en 1961 y fue parte de la alianza global de líneas aéreas Star Alliance. Tuvo su principal base de operaciones en el Aeropuerto de Liubliana hasta su bancarrota en septiembre de 2019, antes de su cierre operaba a320 bombadier crj y saab 2000 

## Historia

### Años 60: primeros años
La aerolínea fue fundada en marzo de 1961 con el nombre de Adria Aviopromet. En agosto, la compañía compró dos DC-6B a KLM y realizó su primer vuelo comercial con tripulación holandesa. Al mismo tiempo, la primera tripulación y los equipos técnicos de Adria fueron entrenados por JAT Yugoslav Airlines y la fuerza aérea. Adria realizó su primer vuelo con tripulación nacional en diciembre de 1961. Al mismo tiempo, se establecieron y organizaron todas las demás actividades necesarias para la compañía, desde el departamento comercial hasta el de contabilidad.

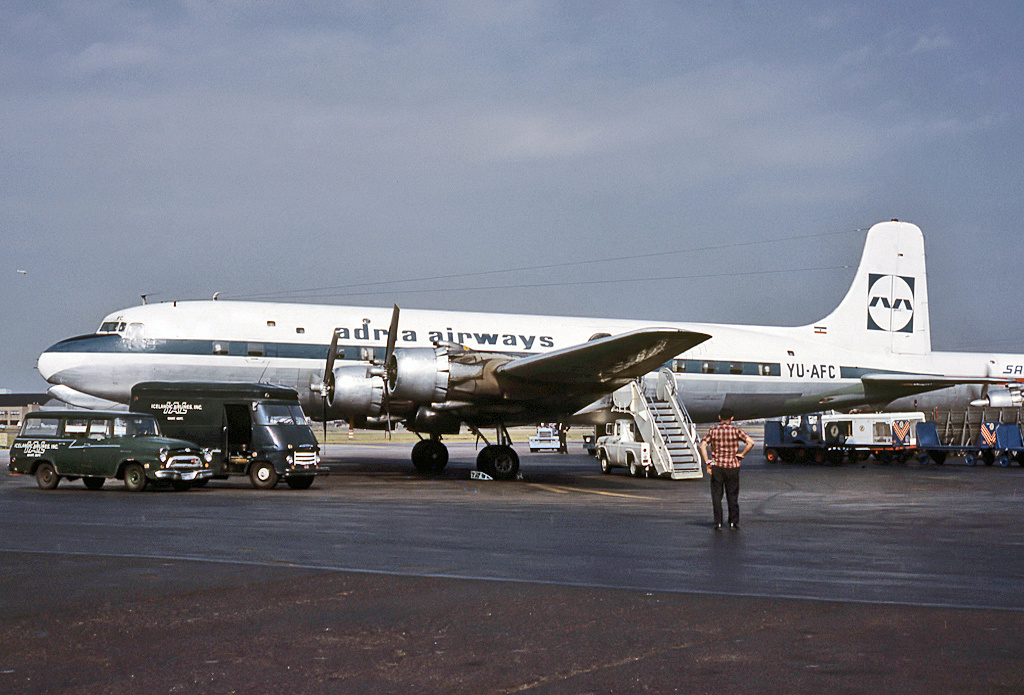
Douglas DC-6B de Adria Airways en el Aeropuerto Internacional John F. Kennedy (1965)

Durante los años siguientes, Adria fue adquiriendo gradualmente un mercado con vuelos turísticos desde Alemania, el Reino Unido, los Países Bajos y Escandinavia a aeropuertos en la costa adriática. En 1964, se añadieron los vuelos a los Estados Unidos y Canadá para satisfacer las necesidades de las organizaciones expatriadas. Adria también realizó un número considerable de vuelos para las Naciones Unidas.
Con la apertura del nuevo Aeropuerto de Liubliana en 1964, Adria trasladó su base de operaciones desde su anterior sede en Zagreb.
Los aviones DC-6B fueron perdiendo competitividad en el mercado. La empresa entró en una grave crisis en 1967, que terminó con un procedimiento de quiebra en 1968. Tras un acuerdo de liquidación forzosa, Adria continuó sus operaciones en gran parte gracias a los esfuerzos del presidente de la Cámara de Comercio e Industria de Eslovenia de la época.
En diciembre de 1968, Adria se fusionó con la empresa serbia InterExport con sede en Belgrado y cambió su nombre de Adria Aviopromet a Inex-Adria Aviopromet. Comenzó entonces la renovación de la flota.

### Años 1970: introducción de aviones a reacción

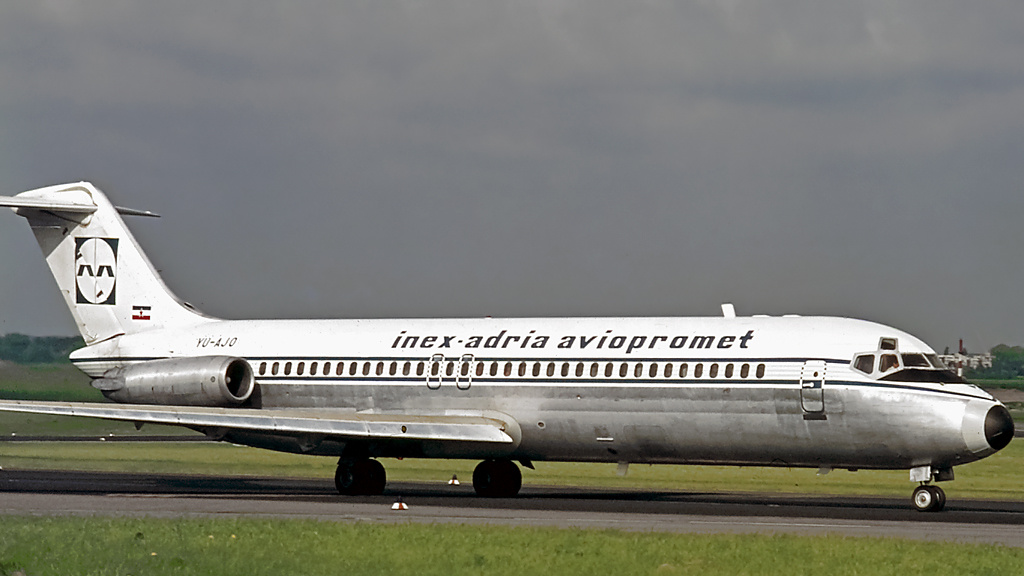
McDonnell Douglas DC-9 de Adria Airways en el Aeropuerto Internacional de Düsseldorf (1973)

En 1969 se compró el primer avión a reacción, un McDonnell Douglas DC-9-30 con 115 plazas. Así comenzó un período de modernización de la flota, que permitió a Adria aumentar su participación en el mercado de vuelos turísticos. En septiembre de 1969 se estableció el primer servicio regular en la ruta Liubliana-Belgrado. En marzo de 1970, Adria tenía cuatro Douglas DC-6B y un McDonnell Douglas DC-9-30 y uno más en pedido.
El negocio experimentó un aumento considerable. Adria, además de ampliar el número de sus propios aviones, ocasionalmente también alquilaba aviones (Sud Aviation Caravelle, Douglas DC-8, BAC One-Eleven).
En 1972, Adria renovó sus vuelos transatlánticos a Estados Unidos y Canadá con aviones Douglas DC-8-55. Sin embargo, se retiró de ese servicio al año siguiente.
A fines de la década de 1970, Adria fue premiada como la aerolínea más puntual en el mercado de vuelos chárter. Los mayores éxitos comerciales de la época se consiguieron en el mercado alemán, que era también el mayor en aquel momento, en una fructífera colaboración con la empresa Grimex. También aumentó el número de vuelos a Gran Bretaña, Francia, España y Escandinavia. Durante ese período, Adria también inició vuelos dentro de Yugoslavia.
La empresa prestó gran atención a la educación. Fundó un centro de formación profesional y colaboró en la creación de un curso de aviación en la facultad de ingeniería de Liubliana. Se hizo especial hincapié en el desarrollo de la conciencia de seguridad, ya que en la última década se produjeron tres accidentes.

### Años 80: modernización

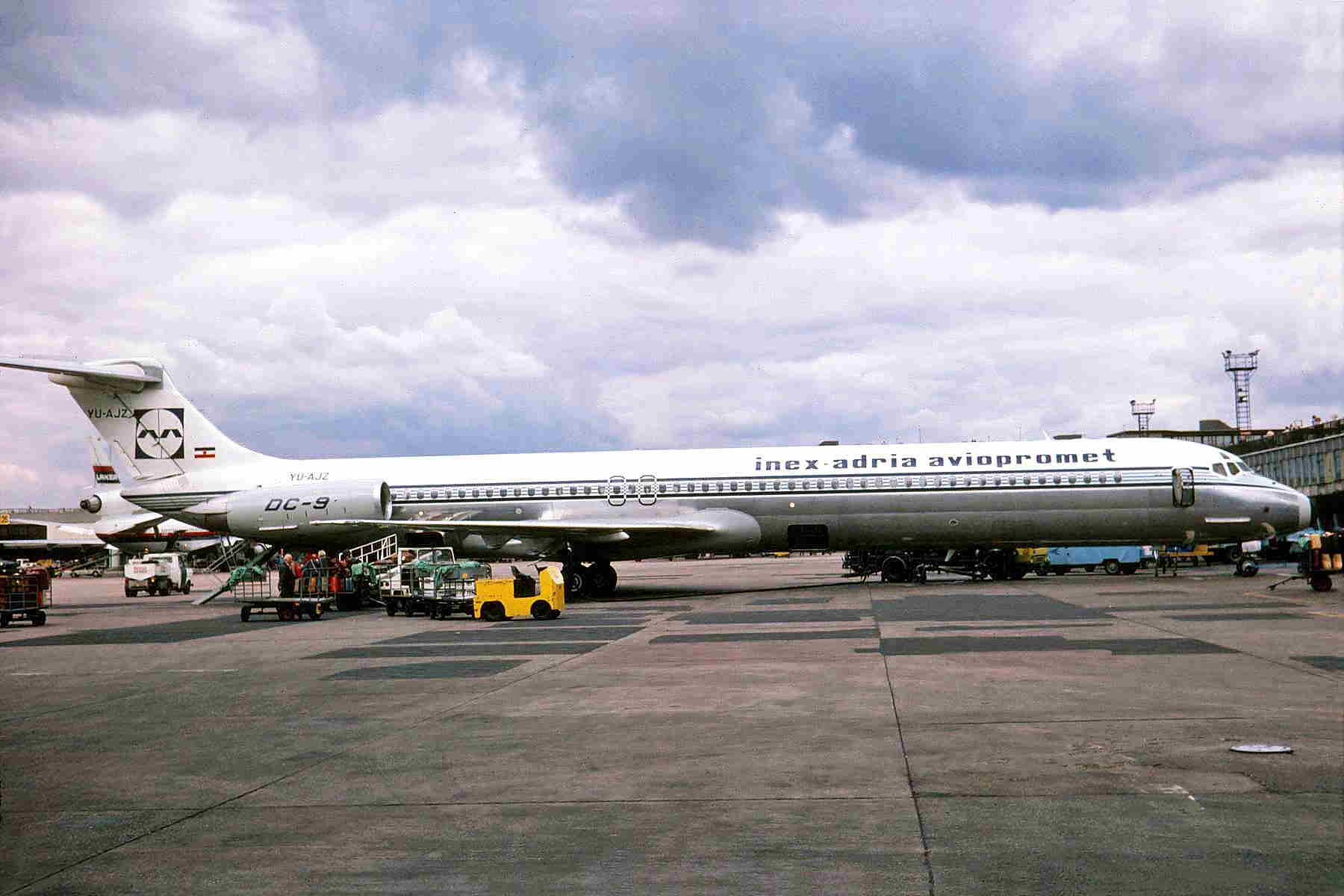
McDonnell Douglas MD-81 de Adria Airways en el Aeropuerto de Mánchester (1981)

Adria entró en los años 80 como una empresa respetable con un éxito confirmado en el mercado turístico y en los vuelos internos regulares. En mayo de 1981, Adria compró tres nuevos aviones McDonnell Douglas MD-80. Desafortunadamente, uno de ellos se estrelló en una montaña en Córcega en diciembre, matando a todos los que estaban a bordo.
En 1982, Adria tuvo una nueva dirección que se centró en la formación de las tripulaciones de vuelo, el personal técnico y otro personal profesional, así como en garantizar la seguridad.
En ese período, el negocio siguió centrado en los vuelos chárter al Adriático. Los vuelos para trabajadores invitados en Alemania y Suiza, que estaban conectados con los vuelos internos, se convirtieron en una parte importante del negocio. A finales de 1984, también se establecieron los primeros vuelos internacionales regulares en la ruta Liubliana-Belgrado-Lárnaca.

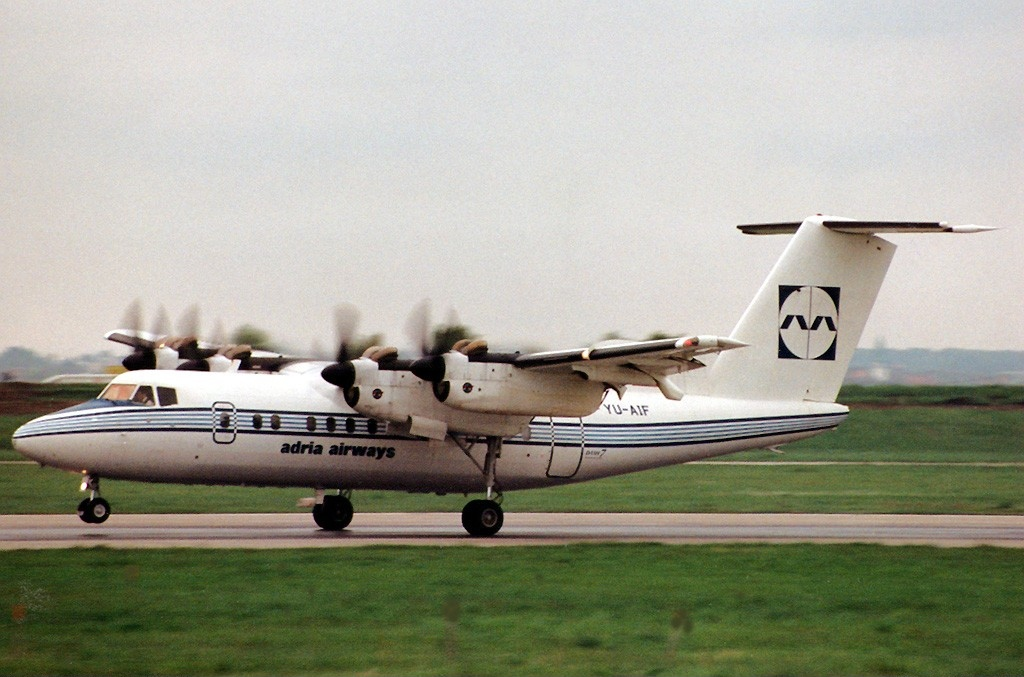
De Havilland Canada Dash 7 de Adria Airways en el Aeropuerto de Stuttgart (1989)

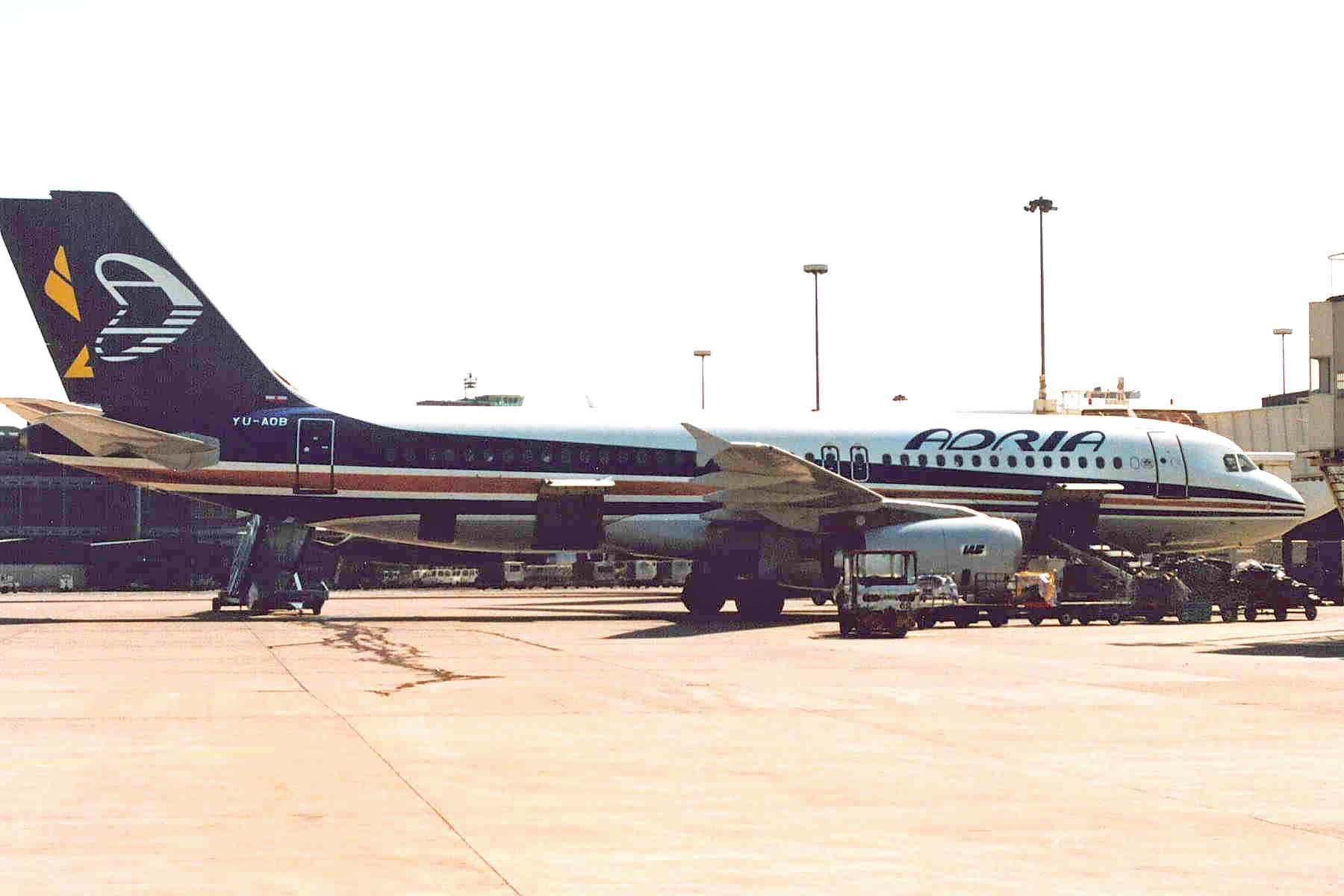
Airbus A320-231 de Adria Airways en el Aeropuerto de Mánchester (1990)

Las perspectivas para el desarrollo del tráfico aéreo eran muy buenas, por lo que en 1984, Adria firmó un contrato para la compra de cinco aviones Airbus A320. También se compraron dos nuevos aviones Dash 7 para los Juegos Olímpicos de Sarajevo 1984.

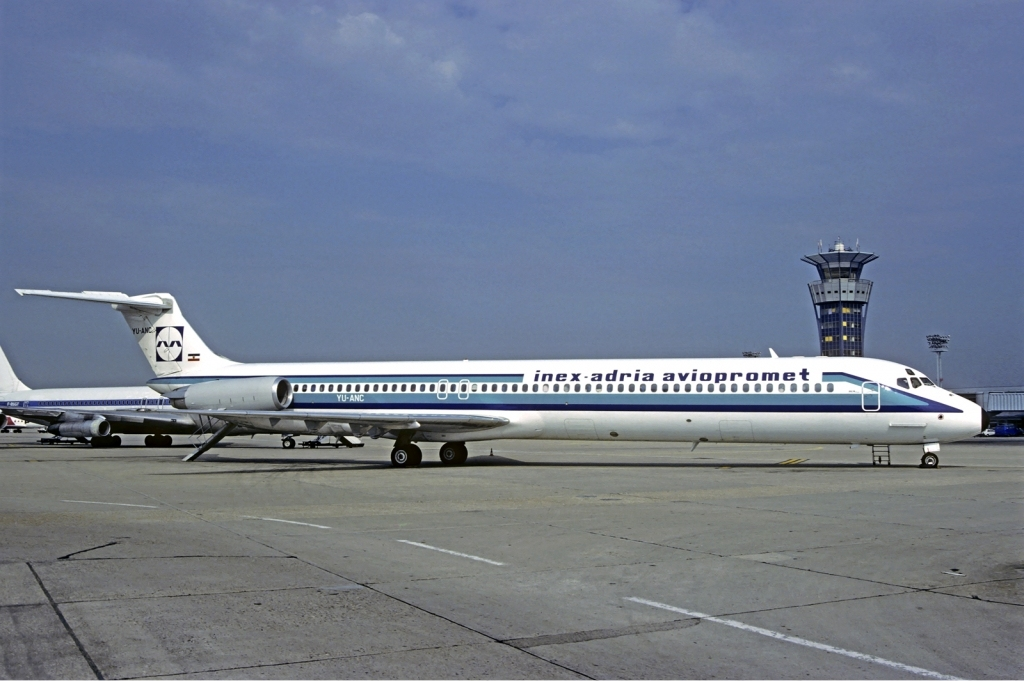
McDonnell Douglas MD-82 de Adria Airways en el Aeropuerto de París-Orly (1982)

En diciembre de 1985, Adria tenía cuatro McDonnell Douglas DC-9-30, dos McDonnell Douglas DC-9-50, un McDonnell Douglas MD-81, tres McDonnell Douglas MD-82 y dos De Havilland Canada Dash 7. Un año después, otro MD-82 se unió a la flota.
Debido a un programa de reestructuración de la ley comercial, en 1986, Adria abandonó el grupo Inex, convirtiéndose en una empresa independiente y cambiando su nombre a Adria Airways. Más tarde, Adria se convirtió en miembro de la IATA.
En 1989 llegó el primer Airbus A320. Era el 43.º A320 fabricado por Airbus y el primero en estar propulsado por los nuevos motores IAE.

### Años 90: la transición a una aerolínea de vuelos regulares
A medida que Yugoslavia comenzaba a desmembrarse, la industria turística en el Adriático se desplomó, lo que también se sintió en las compañías aéreas.
En 1991, Adria tenía 13 aviones: tres Airbus A320 (dos fueron entregados en septiembre de 1990), cuatro MD-82, un MD-81, tres DC-9-30 y dos Dash 7. Dos A320, cuya llegada estaba prevista para junio de 1991, fueron vendidos a otras aerolíneas.
Los vuelos comenzaron en 1992, cuando Adria Airways restableció sus actividades en un mercado truncado. La mayoría de los destinos chárter desde Europa occidental hasta la costa adriática se habían vuelto inaccesibles, ya que ahora se encontraban en territorio de otros países. La flota era demasiado grande, por lo que se alquilaron muchos aviones en todo el mundo.
Adria Airways se convirtió en la aerolínea nacional de Eslovenia y su estructura operativa cambió. De ser principalmente una aerolínea chárter se transformó en un operador regular. Adria comenzó a establecer una red de vuelos regulares en toda Europa para satisfacer las necesidades de una Eslovenia independiente. Más tarde, en 1992, la compañía se unió al sistema de distribución de viajes global Amadeus. Comenzó un período de reestructuración y rehabilitación de la empresa.
En los años siguientes, los A320 de Adria se alquilaron principalmente, así como los MD-82. En 1994 se vendieron un MD-81 y un MD-82, y a finales de 1995 se vendieron los otros tres MD-82 y un DC-9-30. En febrero de 1996, en el marco de una reestructuración de la propiedad, el Gobierno de Eslovenia adquirió el 100 % de la empresa.
En 1996, de conformidad con el programa de rescate de la administración, se inició un proceso de rehabilitación cuyo objetivo era permitir que la empresa funcionara según los principios del mercado. El énfasis principal se puso en la racionalización y modernización de las operaciones y la adaptación de la flota a las necesidades del mercado. El número de empleados se redujo de 931 a 618. En 1996, la flota estaba compuesta por tres Airbus A320 con 168 asientos (al menos dos estaban alquilados la mayor parte del tiempo), dos DC-9-30 con 105 asientos y dos Dash 7 con 46 asientos. Adria comenzó una corporación con Lufthansa más tarde en 1996.
En abril de 1997, Adria ordenó dos nuevos aviones Bombardier CRJ200LR con una opción para uno más. Los aviones fueron entregados en 1998 cuando dos Dash 7 y dos DC-9-30 abandonaron la flota. Otro CRJ200LR llegó a fines de 1998.[11] Los Bombardier CRJ200LR fueron elegidos como la mejor opción para los vuelos operados desde Liubliana, lo que permitió que se volaran más vuelos directamente y con mayor frecuencia. Los CRJ200LR tienen una configuración de 48 asientos que da espacio para un compartimento de equipaje más grande necesario para los vuelos chárter. En 1999, la flota de Adria estaba compuesta por tres Airbus A320, que ahora operaban nuevamente para Adria, y tres CRJ200LR.

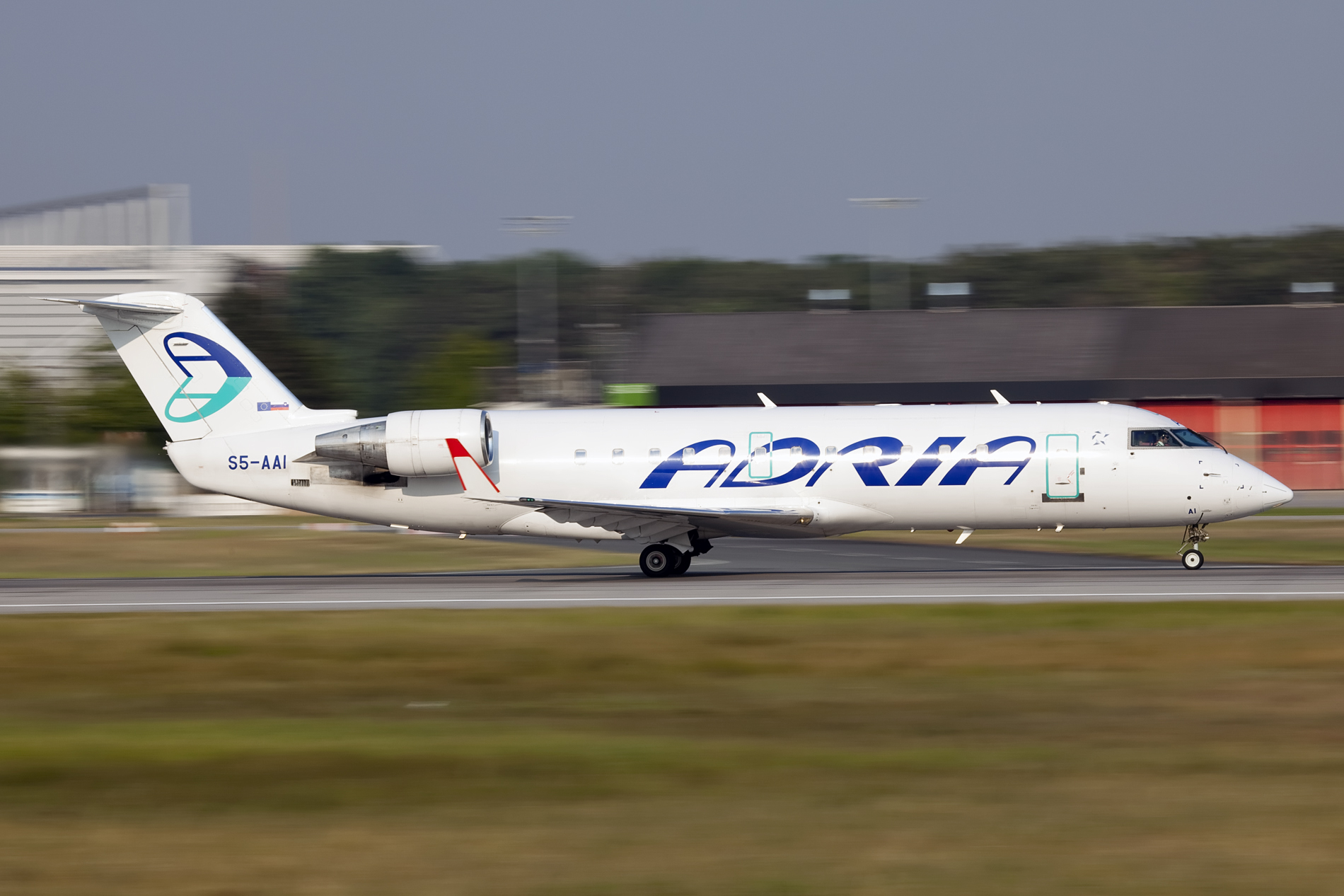
Bombardier CRJ200 de Adria Airways en el Aeropuerto de Fráncfort (2011)

### Años 2000: llegando a nuevos mercados
Adria comenzó a conectar ciudades de los Balcanes con Europa Occidental a través de su centro de operaciones en Liubliana a finales de los años 90. Ciudades como Sarajevo, Skopie, Ohrid y Tirana se conectaron con Escandinavia, Reino Unido, Alemania y Francia. Después de que la guerra de Kosovo terminara en 1999, Adria fue la primera aerolínea en volar a Pristina en el período de invierno de 1999. En marzo de 2000, llegó el cuarto nuevo Bombardier CRJ200LR de 48 plazas.
Maribor, la segunda ciudad más grande de Eslovenia, estuvo conectada con Múnich durante un breve período de tiempo en el verano de 2000. Había 5 vuelos semanales alrededor del mediodía.
En 2001, Adria Airways registró un gran descenso en el número de pasajeros anuales como resultado de los atentados del 11 de septiembre de 2001. En el invierno de 2001, Adria comenzó a volar en el mercado de la UE, comenzando con la ruta Viena-Frankfurt. En julio de 2002, Bombardier Aerospace seleccionó a Adria como la primera instalación autorizada de mantenimiento pesado para aviones CRJ en Europa.

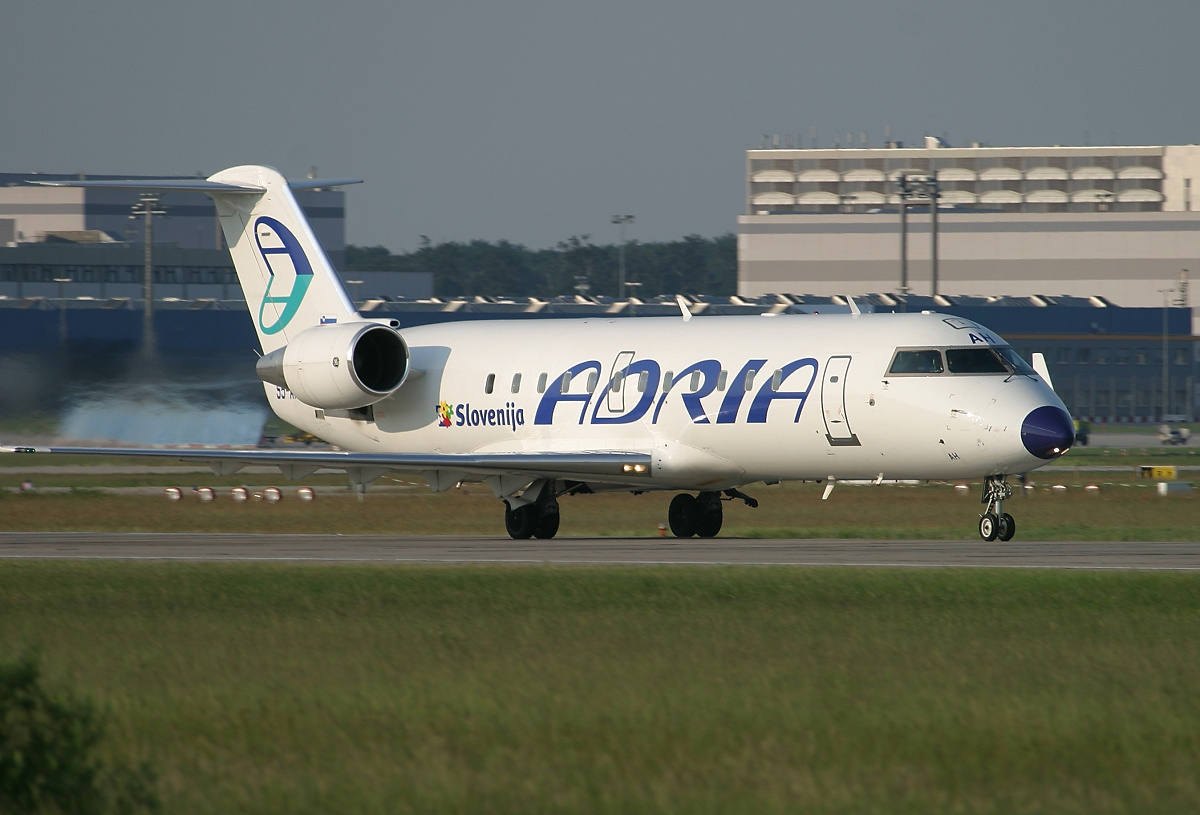
Bombardier CRJ100 de Adria Airways en el Aeropuerto de Fráncfort (2003)

En la primavera de 2003, Adria alquiló un Bombardier CRJ100LR con 50 asientos a Bombardier; el arrendamiento duró hasta enero de 2011. En agosto de 2004, Adria fue una de las primeras aerolíneas del mundo en obtener un certificado IOSA. El sexto Bombardier CRJ200LR con 50 asientos fue alquilado a GECAS. El 18 de noviembre de 2004, Adria Airways se unió a Star Alliance.

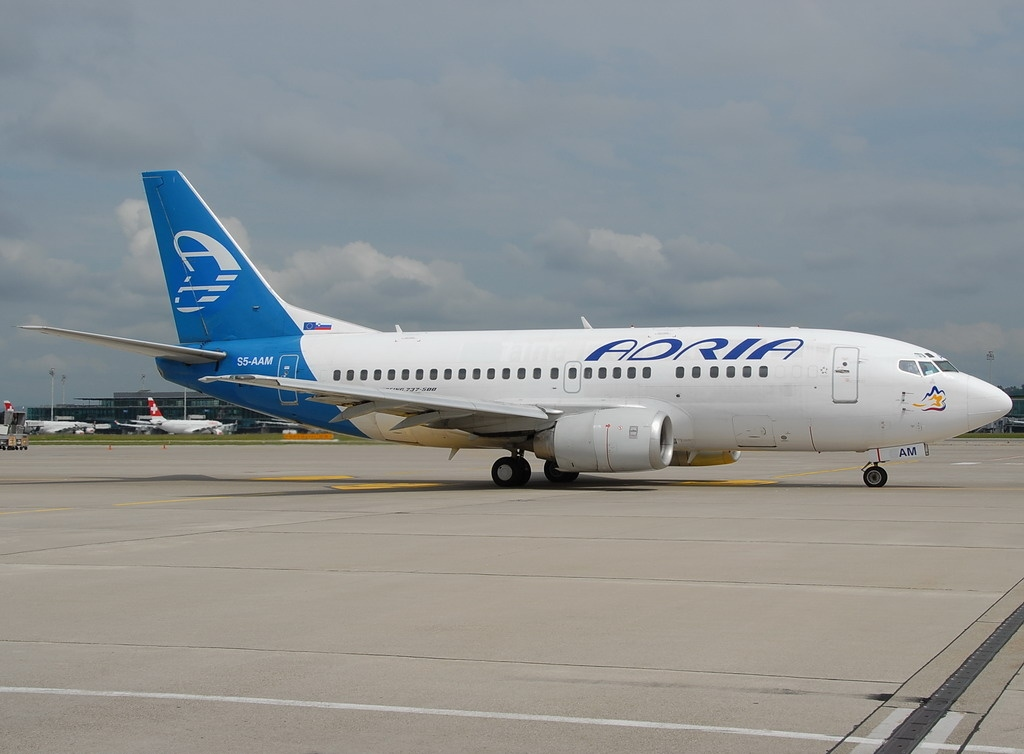
Boeing 737-500 de Adria Airways en el Aeropuerto Internacional de Zúrich (2008)

En 2005, Adria recibió su séptimo CRJ200LR nuevo con 50 plazas. La compañía terminó con una pérdida de unos 10 millones de euros y a finales de 2005 se anunció un nuevo director general. Tadej Tufek se convirtió en el nuevo director general en 2006. Se alquilaron dos aviones Boeing 737-500 (112 plazas) a Ukraine International Airlines y Cirrus Airlines para llenar el hueco entre el A320 (162 plazas) y el CRJ200 (48/50 plazas). Se alquiló un A320 a Afriqiyah Airways hasta finales de 2009, mientras que otro se incorporó a Afriqiyah en el invierno de 2006 hasta el verano de 2008. En 2006, la compañía registró un beneficio mínimo y transportó su primer millón de pasajeros anual desde finales de los años 80.

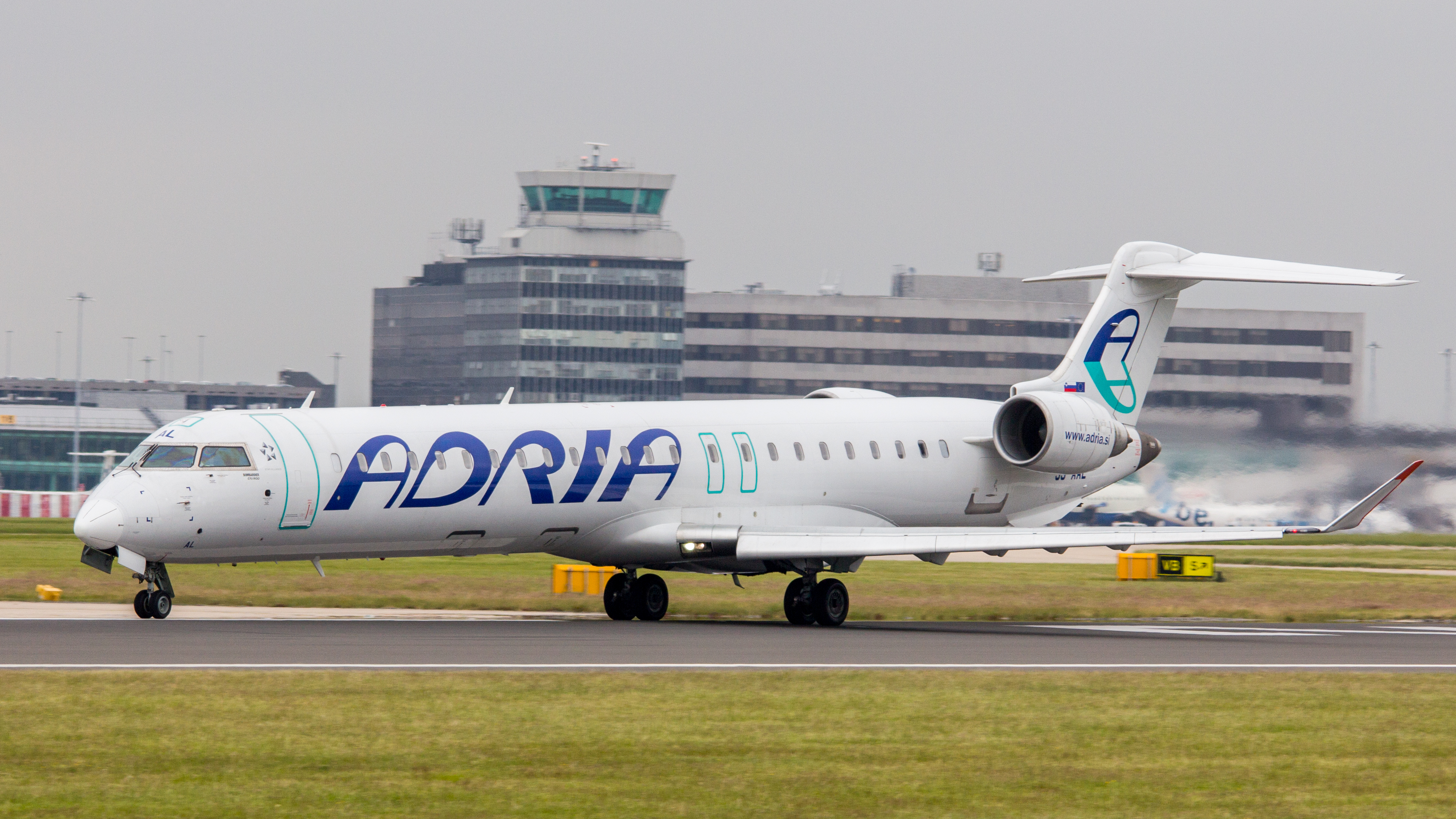
Bombardier CRJ900 de Adria Airways en el Aeropuerto de Mánchester (2013)

En 2007, Adria encargó dos Bombardier CRJ900 que se entregaron en mayo. Durante el verano, la flota estaba compuesta por un Airbus A320 (162 asientos), un Boeing 737-500 (112 asientos) alquilado a Ukraine International Airlines, dos Bombardier CRJ900LR (86 asientos) y siete Bombardier CRJ200LR (48/50 asientos). En noviembre de 2007, Adria anunció la compra de un nuevo CRJ1000 y dos nuevos CRJ900. Adria terminó el año con un pequeño beneficio.
En 2008, Adria convirtió su pedido de CRJ1000 NextGen en un quinto CRJ900 y volvió a tener una pérdida de 3 millones de euros.
En marzo de 2009, Adria Airways firmó una carta de intenciones con Airbus para comprar un nuevo Airbus A319. El consejo de administración planeó reemplazar la flota de Airbus A320 con nuevos Airbus A319. La configuración de asientos de la aeronave permite 135 plazas, lo que resulta económicamente eficiente para el tipo de servicio operado por Adria Airways. En 2009 se vendieron dos de sus tres Airbus A320 a Myanmar Airways International, el S5-AAC en octubre y el S5-AAB en diciembre. En noviembre de 2009 se inauguró una nueva sede en el Aeropuerto de Liubliana. En 2009 se registraron pérdidas de 14 millones de euros.

### 2010: solución a la crisis
Adria comenzó una nueva década con una enorme pérdida acumulada. Sin embargo, el futuro parecía prometedor, ya que se había planeado la llegada de dos nuevos Airbus A319 en abril de 2010. En marzo de 2010, Adria añadió Belgrado a su programa, que había sido operado por última vez antes de la desintegración de Yugoslavia. En abril de 2010, todas las operaciones se trasladaron al Aeropuerto de Maribor, ya que el Aeropuerto de Liubliana estaba renovando su pista. Más tarde ese mes, Adria, como muchas otras aerolíneas en Europa, tuvo que quedarse en tierra debido a la erupción del volcán Eyjafjallajökull en Islandia.

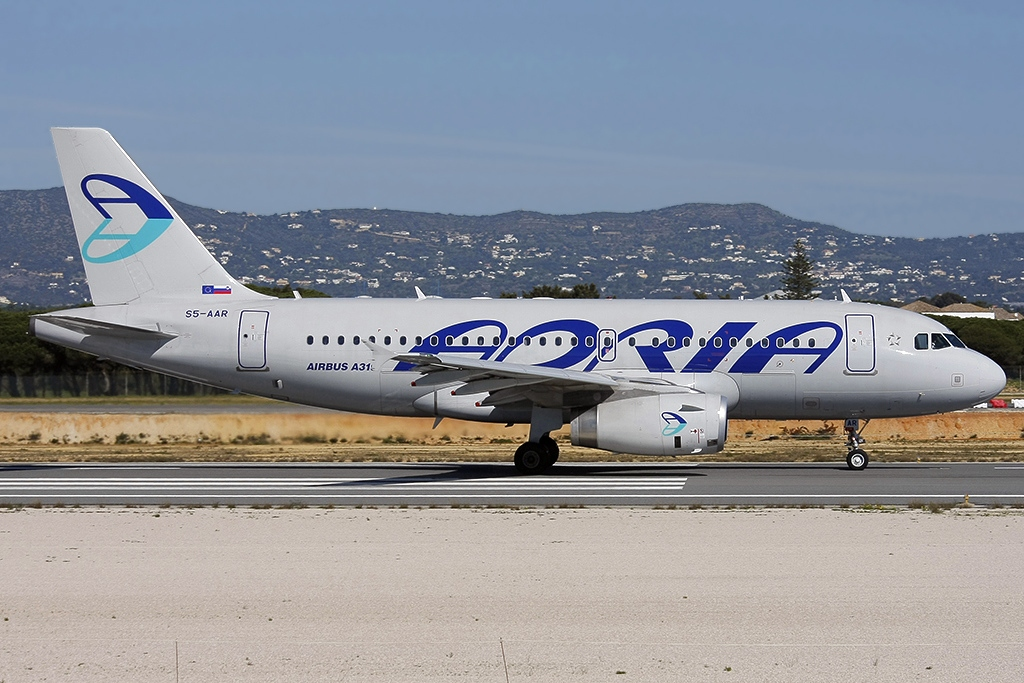
Airbus A319 de Adria Airways en el Aeropuerto de Faro (2011)

Adria recibió dos nuevos Airbus A319 con un ligero retraso debido a la erupción volcánica de abril/mayo de 2010.
En junio de 2010, como parte de la reorganización de la empresa, se crearon Adria Tehnika y Adria Flight School como empresas independientes.
En julio se iniciaron nuevos vuelos a Bania Luka, operados en cooperación con Sky Srpska. Los vuelos finalizaron un año después. Más tarde ese mes, se iniciaron los vuelos a Marsella, ofreciendo a los camioneros turcos una conexión desde Estambul vía Liubliana. Estos vuelos se cancelaron a finales de 2011.
En el verano de 2010, la flota de Adria estaba compuesta por un Airbus A320 (162 asientos), dos Airbus A319 (135 asientos), cuatro Bombardier CRJ900LR (86 asientos) y siete Bombardier CRJ200LR (48/50 asientos). El 11 de septiembre de 2010, el Airbus A320-231 (S5-AAA) fue retirado y desguazado. Con el comienzo del horario de invierno, los vuelos desde Marsella se trasladaron a Tolón. A partir del 10 de diciembre de 2010, Adria comenzó a prestar servicios en nuevas rutas desde Pristina, Kosovo. Los destinos durante el invierno fueron Düsseldorf, Frankfurt y Múnich. Durante el verano, a los vuelos iniciados en la temporada de invierno se sumaron Bruselas, Copenhague y París-Charles de Gaulle.
El 14 de enero de 2011, el CEO Tadej Tufek y el director ejecutivo Marjan Ravnikar dimitieron debido a los malos resultados en sus últimos años de liderazgo. Klemen Boštjančič se convirtió en el nuevo CEO y se nombró a un nuevo director ejecutivo, Robert Vuga. Adria vendió sus acciones en Adria Tehnika al Aeropuerto de Liubliana y al gobierno para cubrir parte de las pérdidas.
En febrero de 2011, el CRJ100LR (S5-AAH) fue retirado y devuelto en agosto de 2011 a Bombardier Capital. En marzo de 2011, Adria celebró su 50 aniversario. Se realizó una exposición en el Museo Nacional de Historia Contemporánea que muestra la historia de la aerolínea nacional eslovena.[24] Como parte de las acciones inmediatas de la nueva dirección, se alquilaron dos nuevos aviones Airbus. Un Airbus A320-231 (S5-AAS) fue arrendado desde abril de 2011 por tres años y medio. Tiene 180 asientos y opera principalmente en vuelos chárter. En junio, se suponía que un segundo Airbus A320-211 (S5-AAT) iba a ser arrendado por 18 meses, pero fue almacenado en octubre. Llevaba los colores retro de Adria de los años 60. El 26 de enero de 2012, el S5-AAT fue devuelto al arrendador GOAL, que vendió el avión.
En el verano de 2011, Adria operó con dos Airbus A320 (180/162 asientos), dos Airbus A319 (135 asientos), cuatro Bombardier CRJ900 (86 asientos) y seis Bombardier CRJ200LR (50/48 asientos).
En 2010 se registraron pérdidas totales de 63.073.630 €. La mayor parte de las pérdidas se debieron a una revalorización de la flota, que arrojó una disminución de 45.443.441 €, principalmente debido al bajo valor de mercado del CRJ200LR. Debido a la revalorización y a las pérdidas acumuladas, en agosto se elaboró un plan de reestructuración financiera en el que participaron el Gobierno de Eslovenia y los bancos a los que Adria había contraído préstamos en los últimos años. Según el plan, el Gobierno invertiría 50 millones de euros y los bancos convertirían entre el 25 y el 50 % de los préstamos en capital. El 21 de septiembre de 2011, Adria finalizó el acuerdo con los bancos y el Gobierno. En total, Adria recibió 69.720.983 euros (50 millones de euros) del gobierno y el resto se convirtió en capital a través del canje de préstamos.
Con el inicio del calendario de invierno de 2011/2012, Adria abandonó los vuelos a Bania Luka, Londres-Luton, París-Charles de Gaulle, Tolón y Varsovia. También se canceló la ruta Viena-Frankfurt.
Para la temporada de verano de 2012, Adria volvió a tres destinos estacionales: Barcelona, Londres-Luton y Mánchester.
En agosto de 2012, el Aeropuerto de Liubliana informó de que tenía una nueva aerolínea para operar en una ruta Londres-Luton y, por lo tanto, Adria la eliminó del calendario de invierno y verano de 2013.
El 24 de septiembre de 2012, un Bombardier CRJ200LR arrendado con matrícula S5-AAI fue devuelto al arrendador GECAS. Adria operaba ahora cinco aviones CRJ200LR propios y dos CRJ900LR propios, dos aviones CRJ900LR  arrendados y dos Airbus A319 arrendados junto con un Airbus A320 arrendado más grande, para un total de 12 aviones.
En la temporada de invierno 2012-13, la compañía operó casi las mismas frecuencias que en la temporada de invierno anterior y sirvió a los mismos destinos. La flota operativa estaba formada por cuatro CRJ900 y cuatro CRJ200LR. La flota de Airbus operaba en vuelos chárter y se arrendaba, mientras que los CRJ200LR restantes se utilizarían en vuelos chárter ad hoc (clubes deportivos, empresas, etc.) y como respaldo.
En la primavera de 2014, Adria comenzó a operar desde Frankfurt a Tirana, Albania.
En el verano de 2015, Adria comenzó a operar desde Maribor al Aeropuerto de Londres-Southend, Inglaterra. Sin embargo, los vuelos se cancelaron al final de la temporada.

### 2016: privatización de Adria Airways
En marzo de 2016, 4K Invest, un fondo de reestructuración con sede en Luxemburgo, adquirió el 96 % de las acciones de Adria Airways del estado esloveno. El nuevo propietario nombró a Arno Schuster como director general de Adria.
El 1 de julio de 2017, Adria suspendió su base en la ciudad polaca de Lodz, desde la que había realizado vuelos con su avión CRJ700 estacionado, registrado S5-AAZ, durante los tres años anteriores. Durante este tiempo, Adria también había abierto otras dos bases en Polonia, una en Rzeszów y otra en Olsztyn; sin embargo, ambas fueron canceladas con bastante rapidez. Adria ahora se centraba más en su centro principal en el Aeropuerto de Liubliana, que ya ha visto un aumento en las frecuencias de vuelos a un par de destinos atendidos por Adria. Estos destinos incluyen Ámsterdam, Podgorica, Pristina, Sarajevo y Skopie.
El 20 de julio de 2017, Adria anunció la compra de Darwin Airline, que operaba vuelos como Etihad Regional y era propiedad de Etihad Airways. La aerolínea se comercializó como Adria Airways Switzerland, pero continuó sus operaciones como Darwin Airline con el certificado de operador aéreo (AOC) existente. Adria era responsable de la comercialización y algunas tareas administrativas y operativas. Sin embargo, esto no afectó directamente las operaciones de la aerolínea en su conjunto, ya que las dos bases permanecieron en Ginebra y Lugano.
En septiembre de 2017, se reveló que Adria vendió su marca por 8 millones de euros a un comprador no revelado en diciembre del año anterior.
En noviembre de 2017, Adria anunció nuevos vuelos desde la ciudad suiza de Berna, que se produjeron como resultado de que SkyWork Airlines, anteriormente el operador más grande del Aeropuerto de Berna, perdiera su AOC. Los vuelos a Berlín, Hamburgo, Múnich y Viena estaban programados para comenzar el 6 de noviembre de 2017 y serían operados por la subsidiaria Adria Airways Switzerland, sin embargo, estos planes se cancelaron solo días después del anuncio, ya que SkyWork logró recuperar su AOC.
En los últimos años, Adria se centró en vuelos ad hoc, que se realizan principalmente para grandes empresas automotrices, como Ford, Chrysler y Ferrari.[35]
El 12 de diciembre de 2017, la filial suiza de Adria, Darwin Airline, que operaba como Adria Airways Switzerland, se declaró en quiebra y se revocó su certificado de operador aéreo (AOC). La aerolínea finalizó todas sus operaciones.

### 2019: último año
En enero de 2019, Adria Airways anunció que cerraría sus operaciones de corta duración en el Aeropuerto de Paderborn-Lippstadt en Alemania, que consistían en tres rutas a Londres (que ya había cesado a fines de 2018), Viena y Zúrich. Al mismo tiempo, se anunciaron importantes recortes en la red de rutas desde la base de operaciones de la aerolínea en Liubliana, y se cancelaron todos los servicios a Brač, Bucarest, Dubrovnik, Düsseldorf, Ginebra, Hamburgo, Kiev, Moscú y Varsovia.
El 20 de septiembre de 2019, se hizo público que dos de los aviones Bombardier CRJ900 de la aerolínea habían sido embargados por sus arrendadores debido a facturas impagadas.
El 23 de septiembre de 2019, Adria Airways anunció en su sitio web que suspendería temporalmente las operaciones de vuelo durante dos días porque carecía de la liquidez necesaria para mantener las operaciones programadas. La suspensión se extendió por dos días más el 25 de septiembre. El mismo día, se supo que varios de los aviones de la aerolínea habían sido embargados por los arrendadores debido a la falta de pago de los contratos de arrendamiento. El 26 de septiembre, la aerolínea anunció que continuaría operando vuelos entre Liubliana y Frankfurt. En un tercer anuncio de retraso, el 27 de septiembre, la compañía dijo que continuaría suspendiendo el servicio a todos los destinos excepto Frankfurt hasta la tarde del lunes 30. También el 27 de septiembre, los tres Airbus A319-100 de la aerolínea habían sido embargados por sus arrendadores.
El 30 de septiembre de 2019, Adria Airways anunció que se había declarado oficialmente en quiebra, poniendo fin a 58 años de servicio. En consecuencia, la compañía dijo que cancelaría todos los vuelos programados debido al inicio de los procedimientos de quiebra. El ministro de desarrollo económico de Eslovenia, Zdravko Počivalšek, dijo que se estaba estudiando una opción para establecer una nueva aerolínea en unos meses con el fin de mantener importantes conexiones aéreas.
El 23 de enero de 2020, se subastaron los activos de Adria Airways. El ganador fue Izet Rastoder, un empresario montenegrino conocido como el mayor importador de plátanos de Europa. Su oferta ganadora fue de 45.000 euros.

## Flota histórica
La aerolínea durante su existencia operó las siguientes aeronaves:
| Aeronaves                  | Total | Introducido | Retirado | Matrículas |
| -------------------------- | ----- | ----------- | -------- | --- |
| Airbus A319                | 3     | 2010        | 2019     | S5-AAP, S5-AAR y S5-AAX |
| Airbus A320-200            | 6     | 1989        | 2015     | YU-AOB, YU-AOA (rrg. SL-AAA), YU-AOD (rrg. SL-AAB), YU-AOE (rrg. SL-AAC), S5-AAT, EI-TLR y S5-AAS                                                           |
| ATR 72-600                 | 1     | 2018        | 2018     | ES-ATG |
| BAC 1-11-500               | 2     | 1985        | 1986     | YU-AKN (rrg. YU-ANM) y YU-ANN |
| Beechcraft Baron           | 1     | 1971        | ??       | YU-BBY |
| Boeing 737-400             | 2     | 2007        | 2018     | UR-GAV y OM-GTD |
| Boeing 737-500             | 3     | 2006        | 2009     | D-ACIN, UR-GAS (rrg. S5-AAM) y UR-GAT |
| Bombardier CRJ-100         | 2     | 2002        | 2011     | F-GPYQ y S5-AAH |
| Bombardier CRJ-200         | 7     | 1998        | 2016     | EC-JOD, S5-AAD, S5-AAE, S5-AAF, S5-AAG, S5-AAI y S5-AAJ |
| Bombardier CRJ-700         | 5     | 2015        | 2019     | S5-AAW, S5-AAZ, S5-AAY, ES-ACE y ES-ACF |
| Bombardier CRJ-900         | 10    | 2007        | 2019     | S5-AFA, S5-AFB, S5-AFC, S5-AAK, S5-AAL, S5-AAN, S5-AAO, ES-ACB, S5-AAU y S5-AAV                                                                             |
| Cessna 441 Conquest II     | 1     | 1980        | 2009     | S5-CAE |
| De Havilland Canada Dash 7 | 2     | 1984        | 1998     | YU-AIE (rrg. SL-ACA y S5-ACA) y YU-AIF (rrg. SL-ACB y S5-ACB)                                                                                               |
| Douglas DC-6               | 6     | 1961        | 1976     | YU-AFC, YU-AFD, YU-AFE, YU-AFF, YU-AFG y YU-AFB |
| Douglas DC-8               | 1     | 1972        | 1972     | N806SW |
| Fokker F27 Friendship      | 2     | 1986        | 2007     | F-BYAP y I-MLRT |
| Fokker 100                 | 1     | 2008        | 2008     | YR-FKA |
| Learjet 35                 | 1     | 1992        | 1993     | SL-BAA |
| McDonnell Douglas DC-9     | 12    | 1970        | 1999     | YU-AHJ (rrg. S5-ABF), YU-AHW (rrg. SL-ABG y S5-ABG), YU-AJF (rrg. SL-ABH y S5-ABH), YU-AJT, YU-AJU, YU-AJX, YU-AJB, YU-AJP, YU-AJO, YU-AHR, YU-AJN y YU-AJR |
| McDonnell Douglas MD-81    | 1     | 1995        | 1995     | YU-AJZ (rrg. SL-ABE y S5-ABE) |
| McDonnell Douglas MD-82    | 5     | 1993        | 1995     | YU-ANA, YU-ANB (rrg. SL-ABA y S5-ABA), YU-ANC (rrg. SL-ABB y S5-ABB), YU-ANG (rrg. SL-ABC y S5-ABC) y YU-ANO (rrg. SL-ABD y S5-ABD)                         |
| ROMBAC 1-11                | 3     | 1987        | 1987     | YU-ANR, YU-ANS y YU-ANT |
| Saab 340 (carga)           | 2     | 2006        | 2008     | S5-BAM y S5-BAN |
| Saab 2000                  | 6     | 2018        | 2019     | S5-AFE, S5-AFF, S5-AFG, S5-AFH, S5-AFI y S5-AFJ |
| Sud Aviation Caravelle     | 1     | 1972        | 1972     | YU-AJE |

## Incidentes y accidentes
- 30 de octubre de 1975 – Vuelo 450 de Inex-Adria Aviopromet, un Douglas DC-9-32, impactó contra un terreno elevado durante una aproximación con niebla cerca de Praga-Suchdol, Checoslovaquia. El accidente causó la muerte de 75 de las 120 personas a bordo.[24]
- 10 de septiembre de 1976 – En la colisión aérea de Zagreb, estuvieron involucrados un Douglas DC-9-31 de Inex-Adria y un Hawker Siddeley Trident 3B de British Airways. La colisión provocó la muerte de 176 personas. La causa del accidente fue atribuida a un error del control de tráfico aéreo.[25]
- 1 de diciembre de 1981 – Vuelo 1308 de Inex-Adria Aviopromet, un McDonnell Douglas MD-82, se estrelló en las montañas durante la aproximación al Aeropuerto de Campo dell'Oro en Ajaccio, Córcega. Murieron las 180 personas a bordo.[26]